# Mameigwess Lake, norra Kenora District
Mameigwess Lake är en sjö i Kanada.   Den ligger i Kenora District och provinsen Ontario, i den sydöstra delen av landet, 1 200 km nordväst om huvudstaden Ottawa. Mameigwess Lake ligger 243 meter över havet. Arean är 109 kvadratkilometer. Den sträcker sig 25,5 kilometer i nord-sydlig riktning, och 23,2 kilometer i öst-västlig riktning.
Trakten runt Mameigwess Lake är nära nog obefolkad, med mindre än två invånare per kvadratkilometer.